# Neoamphicyclus
Neoamphicyclus is een geslacht van zeekomkommers uit de familie Cucumariidae.

## Soorten
- Neoamphicyclus altoffi O'Loughlin, 2007
- Neoamphicyclus indonesiae (Massin, 1987)
- Neoamphicyclus lividus Hickman, 1962
- Neoamphicyclus materiae O'Loughlin, 2007
- Neoamphicyclus mutans (Joshua, 1914)
- Neoamphicyclus problematicus (Heding & Panning, 1954)